# Geoffrey of the Liverance
Geoffrey of the Liverance (auch Galfredus de Liberatione) († 22. November 1249 in Tippermuir) war ein schottischer Geistlicher. Ab 1236 war er Bischof von Dunkeld.

## Herkunft und Aufstieg im königlichen Haushalt
Geoffrey war ein Sohn eines Martin aus Perth, wobei er vermutlich ein unehelicher Sohn war. Als Geistlicher trat er in den Dienst der schottischen Könige. Vermutlich schon 1219 gehörte er zum Rat von König Alexander II. 1228 hatte er als Clerk of the Liverance eine gehobene Stellung im königlichen Haushalt. In dieser Position hatte er geschäftliche Beziehungen zu  einem Henry the Burgess aus Perth, der wohl mit ihm verwandt und ein erfolgreicher Kaufmann war. Für seine Dienste wurde er mit geistlichen Pfründen belohnt, denn er war Kanoniker an der Kathedrale von Dunkeld und hatte dazu vor 1235 das Amt des Präzentors an der Kathedrale von Glasgow inne.

## Bischof von Dunkeld
1236 wurde Geoffrey zum Bischof der Diözese Dunkeld gewählt. Die Kurie wurde gebeten, die Wahl zu bestätigen, worauf Papst Gregor IX. am 6. September 1236 die Bischöfe William von Glasgow, Clement von Dunblane und Gregory von Brechin beauftragte, die Eignung von Geoffrey für das Amt zu überprüfen. Sollte ihre Prüfung positiv ausfallen, so sollten sie ihm für den Makel seiner Geburt einen Dispens erteilen und ihn zum Bischof weihen. Die drei Bischöfe hielten Geoffrey für das Amt geeignet, so dass er zwischen dem 3. Dezember 1236 und dem 16. April 1237 zum Bischof geweiht wurde. Im Juni oder Juli 1238 wählte ihn das Kathedralkapitel von St Andrews zum neuen Bischof der Diözese St Andrews. Offenbar auf Betreiben des schottischen Königs verwarf Papst Gregor IX. aber die Wahl und lehnte den Wechsel von Geoffrey  nach St Andrews ab, worauf der königliche Kandidat David of Bernham zum neuen Bischof von St Andrews gewählt wurde. Spätestens unter Geoffrey wurde an der Kathedrale von Dunkeld ein Dekan eingesetzt und ein Kathedralkapitel gebildet. Zusammen mit anderen Bischöfen beschwor er 1244 die Einhaltung des Vertrags von Newcastle durch den schottischen König. Im Juli 1249 war er bei der Inthronisation von Alexander III. in Scone anwesend, doch er starb wenige Monate später. Er wurde in der Kathedrale von Dunkeld beigesetzt.